# Saint-Germain-d'Aunay
Saint-Germain-d'Aunay és un municipi francès situat al departament de l'Orne i a la regió de Normandia. L'any 2007 tenia 170 habitants.

## Demografia

### Població
El 2007 la població de fet de Saint-Germain-d'Aunay era de 170 persones. Hi havia 66 famílies de les quals 12 eren unipersonals (8 homes vivint sols i 4 dones vivint soles), 23 parelles sense fills, 23 parelles amb fills i 8 famílies monoparentals amb fills.
La població ha evolucionat segons el següent gràfic:
Habitants censats

### Habitatges
El 2007 hi havia 86 habitatges, 66 eren l'habitatge principal de la família, 15 eren segones residències i 5 estaven desocupats. Tots els 85 habitatges eren cases. Dels 66 habitatges principals, 54 estaven ocupats pels seus propietaris, 9 estaven llogats i ocupats pels llogaters i 4 estaven cedits a títol gratuït; 2 tenien una cambra, 2 en tenien dues, 13 en tenien tres, 22 en tenien quatre i 27 en tenien cinc o més. 47 habitatges disposaven pel capbaix d'una plaça de pàrquing. A 43 habitatges hi havia un automòbil i a 21 n'hi havia dos o més.

### Piràmide de població
La piràmide de població per edats i sexe el 2009 era:
| Homes | Edats   | Dones |
| ----- | ------- | ----- |
| 0     | 95 o +  | 0     |
| 0     | 90 a 94 | 0     |
| 4     | 85 a 89 | 0     |
| 4     | 80 a 84 | 4     |
| 0     | 75 a 79 | 0     |
| 4     | 70 a 74 | 8     |
| 4     | 65 a 69 | 4     |
| 4     | 60 a 64 | 12    |
| 0     | 55 a 59 | 0     |
| 8     | 50 a 54 | 0     |
| 8     | 45 a 49 | 8     |
| 8     | 40 a 44 | 0     |
| 4     | 35 a 39 | 8     |
| 4     | 30 a 34 | 8     |
| 4     | 25 a 29 | 0     |
| 0     | 20 a 24 | 0     |
| 4     | 15 a 19 | 0     |
| 12    | 10 a 14 | 8     |
| 4     | 5 a 9   | 4     |
| 12    | 0 a 4   | 0     |

## Economia
El 2007 la població en edat de treballar era de 109 persones, 57 eren actives i 52 eren inactives. De les 57 persones actives 51 estaven ocupades (29 homes i 22 dones) i 6 estaven aturades (3 homes i 3 dones). De les 52 persones inactives 16 estaven jubilades, 7 estaven estudiant i 29 estaven classificades com a «altres inactius».

### Ingressos
El 2009 a Saint-Germain-d'Aunay hi havia 56 unitats fiscals que integraven 133 persones, la mediana anual d'ingressos fiscals per persona era de 17.249 €.

### Activitats econòmiques
Els 3 establiments que hi havia el 2007 eren d'empreses de serveis.
L'any 2000 a Saint-Germain-d'Aunay hi havia 18 explotacions agrícoles que ocupaven un total de 704 hectàrees.

## Poblacions més properes
El següent diagrama mostra les poblacions més properes.